# Jezierce, Warmian-Masurian Voivodeship
Jezierce [jɛˈʑɛrt͡sɛ] (German Haack) là một ngôi làng thuộc khu hành chính của Gmina Zalewo, thuộc hạt Iława, Warmian-Masurian Voivodeship, ở miền bắc Ba Lan. Nó nằm khoảng 7 kilômét (4 mi)  phía tây nam Zalewo, 25 km (16 mi) phía bắc Iława và 64 km (40 mi) về phía tây của thủ đô khu vực Olsztyn.